# EEF1A2
EEF1A2‏ (Eukaryotic translation elongation factor 1 alpha 2) هوَ بروتين يُشَفر بواسطة جين EEF1A2 في الإنسان.